# Petter Martinsen
Petter (Peter-) Marentius Martinsen (Sarpsborg, 1887. május 14. – Sarpsborg, 1972. december 27.) olimpiai bajnok norvég tornász.
Az 1912. évi nyári olimpiai játékokon indult tornában és csapat összetettben szabadon választott szerekkel olimpiai bajnok lett.
Klubcsapata a Turn- og Idrettslaget National volt.